# Annone di Brianza
Annone di Brianza es una localidad de Italia ubicada en la región de Lombardía, provincia de Lecco. Su población en 2017 era de 2.328 habitantes y su superficie es de 5 km². Se encuentra junto a la localidad de Oggiono, ambas a orillas del lago de Annone.

## Demografía
| Gráfica de evolución demográfica de Annone di Brianza entre 1861 y 2001 |
|                                                                         |
| Fuente ISTAT - Elaboración gráfica hecha por Wikipedia                  |